# خواب زمستانی (فیلم ۱۳۸۶)
خواب زمستانی فیلمی به کارگردانی و نویسندگی سیامک شایقی ساخته سال ۱۳۸۶ است.
داستان خواب زمستانی به سه خواهر از سه نسل مختلف می‌پردازد که با اختلافاتی که از نظر شخصیتی دارند و دیدگاه‌های متفاوتی که دارند، با هم زندگی می‌کنند و درگیر مشکلاتی می‌شوند.
به گفته سیامک شایقی، خواب زمستانی بخش دوم از یک سه‌گانه است که بخش‌های اول و سوم این سه‌گانه هنوز ساخته نشده‌اند. طرح این سه‌گانه با تفکیک طبقات اجتماعی است و خواب زمستانی به خواهرانی از طبقه متوسط جامعه می‌پردازد. دو قسمت دیگر با محوریت سه خواهر از طبقه فقیر و دیگری با سه خواهر از طبقه مرفه جامعه ساخته خواهند شد.